# Державний кордон Сан-Томе і Принсіпі

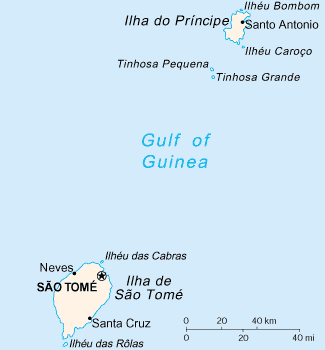
Карта Сан-Томе і Принсіпі

Державний кордон Сан-Томе і Принсіпі — державний кордон, лінія на поверхні Землі та вертикальна поверхня, що проходить по цій лінії, що визначають межі державного суверенітету Сан-Томе і Принсіпі над власними територією, водами, природними ресурсами в них і повітряним простором над ними. Сан-Томе і Принсіпі не має сухопутного державного кордону.

## Морські кордони
Сан-Томе і Принсіпі омивається водами Гвінейської затоки Атлантичного океану. Загальна довжина морського узбережжя 209 км. Згідно з Конвенцією Організації Об'єднаних Націй з морського права (UNCLOS) 1982 року, протяжність територіальних вод країни встановлено в 12 морських миль (22,2 км) від прямих ліній архіпелажних вод. Виключна економічна зона встановлена на відстань 200 морських миль (370,4 км) від узбережжя.